# Nylon (revista)
Nylon é uma empresa de multimídia e publicação que foca em cultura pop e em moda. Cobre, ainda, assuntos ligados à arte, música, design, celebridades, tecnologia e viagens. Pertencente ao grupo Bustle Digital Group, seu nome é um referência à Nova Iorque e Londres.